# No Policy
No Policy é a única gravação da State of Alert, uma banda estadunidense de hardcore punk. Essa foi a primeira banda do vocalista Henry Rollins. Esse EP foi lançado em março de 1981, pela Dischord Records.

## Faixas
Todas as músicas foram escritas por Henry Rollins.
1. "Lost in Space"  – 0:43
2. "Draw Blank"  – 0:36
3. "Girl Problems"  – 0:48
4. "Blackout"  – 0:44
5. "Gate Crashers"  – 1:03
6. "Warzone"  – 0:51
7. "Riot"  – 0:41
8. "Gang Fight"  – 0:59
9. "Public Defender"  – 1:12
10. "Gonna Have to Fight"  – 0:43

## Banda
- Henry Rollins - Vocal
- Michael Hampton - Guitarra
- Wendel Blow - Baixo
- Simon Jacobsen - Bateria